# EIF 1000
A EIF 1000 é uma locomotiva diesel-elétrica de serviço misto produzida pela EIF Locomotivas a partir de 2008. É utilizada no Brasil pela Companhia Siderúrgica Nacional, na fábrica de cimento Portland em Volta Redonda-RJ, onde entrou em oficialmente operação em março de 2009.
As últimas duas unidades, inicialmente presvistas para serem entregues em agosto de 2009, foram entregues em fevereiro de 2011
 para a fábrica de aços longos da CSN.
A locomotiva EIF 1000 apresenta grande similaridade com a GE UM10B, compartilhando mesmo tipo de motor diesel (Caterpillar), truques (barras soldadas) e aparência externa.
O equipamento apresenta um índice de nacionalização de 82% e o preço estimado desta locomotiva é de R$ 3 milhões (US$ 1,5 e US$ 1,8 milhão).

## EIF - Engenharia e Investimentos Ferroviários
A EIF - Engenharia e Investimentos Ferroviários é uma empresa brasileira especializada na manutenção, reforma e modernização de locomotivas, e a partir de projetos para a CSN, desenvolveu "know how" em Engenharia e fabricação de locomotivas novas, com potência de até 2.000 HP.
Foram investido cerca de R$ 1,5 milhões para o desenvolvimento do projeto que permite a construção de locomotivas de potência de 600 a 2.000 HP. São locomotivas projetadas para atuar como manobreira pesada em pátios industriais, principalmente em áreas industriais de grande densidade de tráfego.
Em 2009, a EIF transferiu suas atividades de Paulínia-SP para o Condomínio Industrial da Santa Matilde na cidade de Três Rios-RJ.